# 李兆前
李兆前（1962年1月3日—），男，汉族，山东胶州人，中华人民共和国政治人物，现任中华全国工商业联合会党组成员。

## 生平
早年毕业于山东工学院，后留校担任山东工业大学校长助理、副校长。1998年突然从政，并由此迅速晋升。2001年，担任山东省日照市委副书记、代市长、市长。2008年，升任山东省副省长。2011年2月，改任山西省委常委、省纪委书记。后当选中共山西省纪委书记。2014年9月，任国家安监总局副局长，同时免去山西省委常委、省纪委书记职务。2018年5月任中华全国工商业联合会党组成员。